# Cyril Davies
Cyril Davies (ur. 23 stycznia 1932, zm. 7 stycznia 1964) był jednym z pierwszych brytyjskich muzyków bluesowych, znany jako doskonały harmonijkarz i gitarzysta bluesowy w stylu Chicago.
Występy rozpoczął na początku lat 50., w tym czasie grał muzykę skiffle, w drugiej połowie lat pięćdziesiątych zainteresował się bluesem. Pod koniec roku 1961 wspólnie z Alexisem Kornerem założył pierwszy brytyjski zespół bluesowy - Blues Incorporated. Zespół grał wtedy w klubie Ealing Jazz Club oraz w Marquee Club w Londynie. W tamtym czasie kluby te odwiedzało wielu młodych muzyków, na których zespół Blues Incorporated wywarł bardzo duży wpływ, należeli do nich między innymi: Rod Stewart, Paul Jones, Keith Richards, Eric Burdon, Mick Jagger, Brian Jones (założyciel zespołu The Rolling Stones) i Ginger Baker.
W październiku 1962 Cyril Davies opuścił Blues Incorporated, powodem była różnica zdań z Kornerem dotycząca linii muzycznej grupy (Cyril Davies od początku chciał grać tylko blues w stylu Chicago). W październiku 1962 założył własną grupę R&B All-Stars, z którą grał Chicago Blues. Zespół nigdy nie osiągnął dużego sukcesu komercyjnego, jednak szybko stał się legendą i inspiracją dla wielu brytyjskich muzyków bluesowych. Cyril Davies zmarł z powodu ostrej białaczki w styczniu 1964.